# Дом културе „Братство јединство” Качарево
Дом културе „Братство јединство” је градска установа Панчева за развој културе и уметности и установа од посебног значаја за очување, унапређење и развој културне посебности и очување националног идентитета и идентитета националних мањина. Налази се у улици Маршала Тита 37, у Качареву.

## Историјат
Дом културе „Братство јединство” је основан Решењем Народног одбора општине Панчево 19. јула 1960, а оснивач је град Панчево. Баве се библиотечком делатношћу, организовањем и дифузијом позоришних представа, концерата свих жанрова музике, приказивањем филмова, организовањем књижевних промоција, трибина, радионица, манифестација, предавања, изложбено–галеријских делатности и слично. Циљ им је да програмским активностима промовишу и унапреде културне вредности на подручју територије Качарева кроз организовање културних садржаја, гостовања уметника и подршку различитих облика уметничког стваралаштва свих друштвених слојева и категорија локалног становништа. Садрже два физички одвојена објекта, зграду Дома културе са библиотеком у улици Маршала Тита 37 и зграду Дома омладине у улици Маршала Тита 13 са програмским активностима.